# 塔利班
塔利班，或譯塔勒班，意译为神學士，是發源於阿富汗坎大哈地區的逊尼派伊斯兰原教旨主义組織；亦自称为阿富汗伊斯兰酋长国，目前实际掌握阿富汗政权。该组织在加拿大、塔吉克斯坦等国被认定为恐怖组织，部分成员也因涉嫌支持恐怖主义被联合国制裁。
該組織最有影響力的領導人，包括毛拉穆罕默德·奥马尔在内，都曾是坎大哈附近乡村的伊斯蘭教学者。該組織於1994年興起，自1996年在阿富汗掌权后，以严厉的伊斯兰教法統治阿富汗。2001年911事件後，因塔利班窩藏並拒絕移交奥萨瑪·賓拉登，美国率领北约联军發起阿富汗戰爭，塔利班伊斯兰政权被推翻，此後塔利班便以游击队形式分散在阿富汗，以山区和农村为据点，與共和政府及多國部隊對抗；2021年5月美軍撤出阿富汗之後，塔利班再度迅速攻占阿富汗領土，至同年8月15日塔利班進入首都後，共和政府代表向其轉移政權，阿富汗再度被塔利班政府统治。

## 意識形態及其實踐

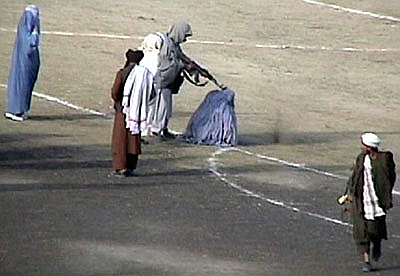
1999年，塔利班成员在喀布尔公开枪决妇女，因该妇女被发现在家中使用钝器将其丈夫杀害。

塔利班的意識形態與被他們趕走的前反蘇游擊隊統治者有所不同。塔利班的極度嚴格和反現代的思想被形容為一個「結合普什圖部族律法（普什圖瓦里，意為以名譽為中心）的沙里亞法規（伊斯蘭教法）創新形式」，以激進的德奧班德學派觀點詮釋伊斯蘭教。
雖然塔利班奉行德奧班德主義，與同為遜尼派的瓦哈比派也有一些分別，但他们也受到來自瓦哈比分子的財政支援及奧薩瑪·本·拉登的影響。塔利班反對「部族和封建架構」，将傳統部族領袖的領導角色予以清除。另一方面，因為他們不願與其他人分享權力，而且他們絕大多數是普什圖人，他們的統治意味着多民族的阿富汗由普什圖人當權，但普什圖人只佔全國約42%的人口。不少阿富汗人並非普什圖族，以前一向奉行比較寬鬆的伊斯蘭教規條。塔利班不願意跟其他穆斯林辯論教義，甚至不允許穆斯林記者質問他們的法令或討論《古蘭經》的詮釋。
塔利班禁止許多以前舊政權容許的活動，例如女性就業及上學、電影、電視、音樂、舞蹈等活動。他們新成立的宗教警察（模仿沙烏地阿拉伯的「揚善抑惡局」）負責執行上述禁令，違例者可被鞭打。
塔利班允許童婚，一些消息指出，塔利班有要求占領區民眾將女童與未結婚的女性交出，並強行許配給聖戰士做為妻子的作為，一些阿富汗的女性表示，自己寧可自殺也不要被強迫結婚。
在阿富汗内战期间，與瓦哈比派及德奧班德學派一樣，一些塔利班领导人強烈反對什葉派，他們宣稱佔全國約10%人口的哈扎拉人不是穆斯林。然而因为其政权被推翻，在叛乱过程中需要来自伊朗的支持，特别是在其第二代领导人曼苏尔时代，塔利班加强了和伊朗的联系，并吸收了哈扎拉人参加塔利班。塔利班重新执政後承诺保护什叶派穆斯林的安全，并安排什叶派烏理瑪执行其宗教法令。
由于組織結構的調整，叛乱期間的塔利班已從20世紀90年代的一個高度集權的統一組織，逐步重組爲由6個不同“舒拉”（領導委員會）組成的松散聯合體。其中最具權威的是位于阿富汗與巴基斯坦邊境的奎达舒拉。除以「哈卡尼网络」为代表的强硬派外，塔利班内部也出現了所謂“溫和派”，溫和派認爲20世紀90年代所推行的僵化意識形态不被阿富汗基層民衆信任和支持，還導致塔利班失去了政權，他們是阿富汗戰爭期間主張對塔利班的意識形态進行調整的有力推動者，而且認為需要對過去孤立於穆斯林世界的政策和嚴苛實踐進行調整。在吸收現代伊斯蘭主義思想的基础上，塔利班與蓋達組織首腦的“全球聖戰”戰略拉開距離，規範國内外政治關系以最大程度地争取民衆支持，並且重視使用現代技術進行宣傳以打破信息的封閉。

## 历史

### 内战与塔利班的成立
1992年，苏联扶植的穆罕默德·纳吉布拉政权阿富汗民主共和国彻底垮台。此后，由伊斯兰促进会的首领布爾漢努丁·拉巴尼出任阿富汗伊斯蘭國临时总统，并在之后选为正式总统，此举引发總理古勒卜丁·希克马蒂亚尔領導的伊斯兰党不满，进而发生武装冲突，阿富汗从此陷入内战。
1994年7月，驻扎在坎大哈市的伊斯兰党希克马蒂亚尔派的一伙官兵在私闯民宅、抢劫财物并强奸了3名妇女后，被穆罕默德·奥马尔带领的伊斯兰学生消灭。迫于伊斯兰党的追捕，奥马尔逃难至巴基斯坦。而受多年的苏阿战争影响，阿富汗约700万人口沦为战争难民，其中的四百万难民逃难到巴基斯坦。奥马尔凭借其阿訇身份和此前抗击苏联入侵时积攒的声望，在巴基斯坦的查曼成立了塔利班，其宗旨即为建立伊斯兰国家、实施伊斯兰教法。塔利班的大部分成员是來自阿富汗东部和南部普什圖人地區的伊斯蘭教宗教學生，又因他们曾經在巴基斯坦伊斯蘭學校就讀，故又称「伊斯兰学生民兵组织」。「塔利班」在普什图语中即为“学生”的意思。
1994年11月初，巴基斯坦的一支目的地是中亚的外贸车队行经阿富汗坎大哈市时被伊斯兰党的武装扣押，塔利班藉此时机回到坎大哈解救出了车队，并于11月3日占领坎大哈。此后更多的来自巴基斯坦宗教学校的学生加入到塔利班，使得塔利班规模达到了一万五千人左右。

### 1990年代末取得政權
1995年1月中旬，塔利班于坎大哈发动了代号为「进军喀布尔」的战役。僅一個月內组织规模便擴充到2.5万人，截至1995年2月18日前，塔利班已攻占坎大哈、赫尔曼德、扎布尔、乌鲁兹甘、加兹尼、瓦尔达克、洛加尔、帕克蒂亚、帕克蒂卡共计九个省，控制了阿富汗近40%的地区，抵近至喀布尔15公里处。塔利班乘胜向喀布尔发起全面攻击，然而遭到時任政府軍國防部長的艾哈邁德·馬蘇德重挫敗退，塔利班轉而在巴基斯坦協助下控制赫拉特城。
1996年9月26日，捲土重來的塔利班成功占领了喀布爾的电台和总统府，馬蘇德率領剩餘的兵力撤往東北部邊境山區，與其他反塔利班勢力組成北方聯盟。入城後，塔利班将前社会主义政权领导人纳吉布拉从联合国驻喀布尔办事处中带出处死，并将尸体吊在卡车上示众。到1998年，塔利班掌控了全国90%以上的领土。
1997年10月，塔利班开始使用“阿富汗伊斯兰酋长国”的国号。塔利班声称要建立世界上最纯洁的伊斯兰国家，但执政以来对国家重建並无明顯建树，主要原因在於经济每况愈下，加上疾病流行，使它得到的支持度逐漸下降。1996年至2001年间，塔利班建立的全国政权虽控制了该国绝大多数的领土，但由于它在阿富汗实施类似中世纪的倒退和专制政策，因此仅被巴基斯坦、阿拉伯联合酋长国和沙特阿拉伯三个国家承认是代表阿富汗的合法政府。它曾经多次不顾联合国的要求，为奥萨瑪·賓拉登提供庇护。
2001年2月，塔利班政權不理會聯合國教科文組織及外國非政府組織的反對，頒令称巴米揚大佛雕像是崇拜偶像的行為，以炸藥及坦克炮火摧毀這座古蹟。在破壞行動期間，塔利班的信息部長昆德拉图拉赫·贾马尔（Qudratullah Jamal）嘆道：「破壞工作並非如人們所想般容易，你不能以炮轟推倒那些佛像，因為它們是鑿入山崖內；它們牢牢地連接山嶺。」3月12日，兩尊大佛在经过近一個月的猛烈炮轟后，最终被炸藥摧毀。

### 2000年代初911事件後至政權喪失

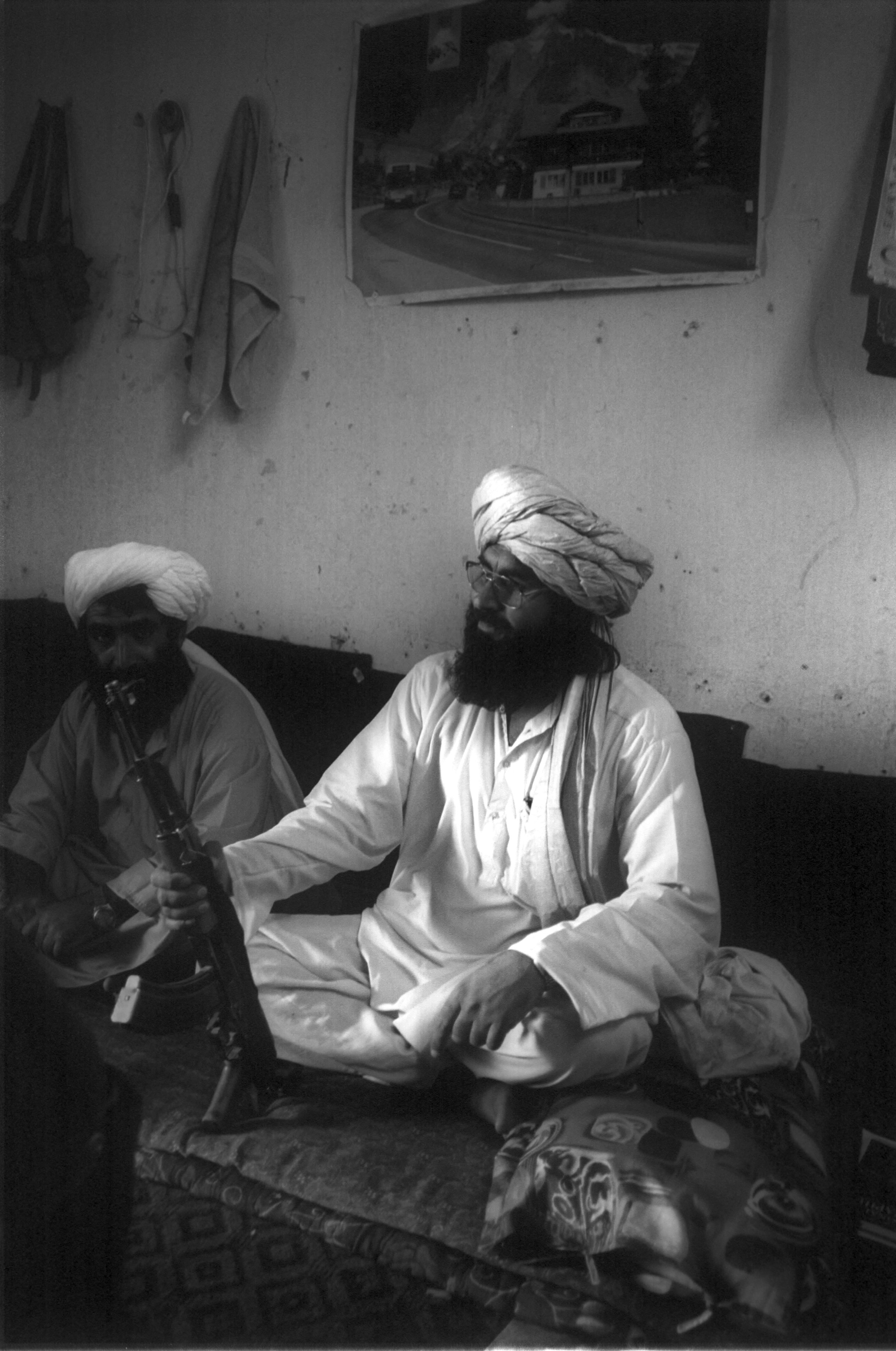
塔利班边防部队，摄于2001年

2001年9月11日，美国多地发生恐怖袭击事件，史称911事件。这一系列的恐怖袭击事件震惊了全世界，后经过调查得出结论，该系列事件为奧薩瑪·賓拉登领导的基地组织所为，由于塔利班庇護奧薩瑪·賓拉登领导的基地组织及支持圣战，他們被美国及其盟国短暂地定义为恐怖分子，美国要求塔利班政权引渡本拉登，但遭到拒绝。同年北约与北方联盟一起发动了阿富汗战争，将塔利班政权推翻。塔利班领导人奥马尔逃入山中，并继续领导塔利班与美军对抗。塔利班多次以奥马尔的名义发表声明。在2004年的一次电话采访中，奥马尔声称塔利班武装将会“像猎杀猪一样猎杀美军”。2006年伊拉克“统一圣战组织”阿布·穆萨布·扎卡维被美军炸死，奥马尔对其表示敬意，称赞他是“殉道者”，声称在阿富汗和伊拉克的抵抗运动“不会被削弱”。塔利班敌视美国，与基地组织联手对抗美军，但奥马尔希望阿富汗和平，一直试图与阿富汗政府展开和谈。2007年，一部分人创立了巴基斯坦塔利班，企图推翻巴基斯坦的统治。其部落领地与分支分散在全国各地。

### 進行游擊戰與和談

#### 游擊戰
然而塔利班組織沒有因此銷聲匿跡，其成員繼續以綁架人質或發動恐怖攻擊的方式對抗阿富汗現政府、美國及支持美國的其他國家，如2007年塔利班挾持韓國人質事件。2007年7月19日，23名韩国人质被塔利班绑架。塔利班要求释放关押在阿富汗监狱中的所有塔利班成员，并要求韩国军队撤出阿富汗。7月25日，塔利班处死1名男性韩国人质。30日，塔利班再次杀死1名人质。8月13日塔利班释放两名女人质。28日塔利班同意释放剩余韩国人质。至此塔利班武装分子绑架的23名韩国人质，除2名被杀害外，21名人质全部获释，长达42天的人质危机也终告结束。
自奥萨马·本·拉登被击毙后，塔利班于2014年分裂成“自由联盟”（Jamaat-ul-Ahrar）、“卫士”（Hizb ul-Ahrar）与马赫穆德（ Hakeemullah Mehsud）三大派系。主要分布在阿富汗与巴基斯坦山区进行游击活动。2015年1月29日，約旦是否應與“伊斯蘭國”交換人質引發爭議，而半年前美國曾用5名塔利班囚犯交換一名美軍士兵。白宮發言人連續兩日受到記者兩相對比的追問，於是稱伊斯蘭國是恐怖組織，而塔利班則是武裝暴亂（armed insurgency）。同年4月，塔利班指责极端组织“伊斯兰国”的一系列行为违反了伊斯兰教法，并以奥马尔的名义将其定为非法组织。与此同时，伊斯兰国势力不断向阿富汗境内渗透，与塔利班发生武装冲突。
2015年7月29日，阿富汗政府宣布塔利班领导人毛拉·穆罕默德·奧馬爾已于2013年4月在巴基斯坦境内病逝。翌日，奥马尔逝世的消息得到塔利班的證實，但并未公布逝世的具体时间，并宣称其在阿富汗境内逝世，与阿富汗政府公布的消息多有出入，事後塔利班推举阿赫塔爾·穆罕默德·曼蘇爾為新任最高領導人。
2018年2月，阿富汗总统阿什拉夫·加尼·艾哈迈德扎伊宣布承认塔利班是合法政治团体。同年6月7日，阿富汗政府宣布将对塔利班实行为期一周的停火。同年6月9日，塔利班宣布与阿富汗政府军进行为期3天的停火，这是自2001年阿富汗战争来，塔利班首次宣布停火。
2019年1月21日，塔利班襲擊阿富汗中部瓦爾達克省一處屬於「國家安全總局」的軍事設施，據聞死亡人數超過百人，將為近17年來對阿富汗情報機構最大打擊之一。同年5月3日，阿富汗总统阿什拉夫·加尼·艾哈迈德扎伊宣布释放175名塔利班囚犯，并呼吁塔利班放弃战斗，加入阿富汗和平进程。同6月20日，中华人民共和国外交部发言人陆慷表示阿富汗塔利班驻多哈政治办事处主任巴拉达尔和他的几位助手访华，并同有关官员“就阿富汗和平和解进程、打击恐怖主义等问题交换了意见”。
塔利班於阿富汗經過十幾年的反撲戰鬥加上農村地區支持，充分利用阿富汗地形特徵和宗教動員，2017年後逐步反攻佔近一半領土，亦有消息指實際面積更大，美國扶植的新政府軍慢慢轉守勢。2018在联合国召开的援助阿富汗议会期间，塔利班再一次发动了炸弹袭击，导致56名阿富汗士兵死亡300多人受伤。這是一種宣告，向世人證明塔利班大型兵力還存在且敢於直接向西方公然進攻無所畏懼。美军向塔利班提出六个月的停火协议也遭到了拒绝，这已经是塔利班第三次拒绝美军的停火要求。
同時持續不斷的游擊戰埋伏襲擊政府車隊，例如2018年11月25日阿富汗西部法拉省，整支警察車隊被伏擊戰大舉消滅。此類事件層出不窮，塔利班武裝企圖使用游擊戰術由點連接成面，对当地安全部队和政府官员进行近乎每天一次的袭击，最後上升為戰略態勢，吸引越來越多穆斯林加入其和美國基督教的聖戰。其在卡塔尔建立了办事处並稱為是流亡政府所在，小國卡塔尔意圖在回教世界所有相關事務中扮演協調方角色，所以與塔利班有部分默契存在，其實塔利班並非完全沒有國際視角的鄉下游擊隊，其也利用大國競爭態勢與中国及更多國家展開接觸，透過引進更多外部勢力來平衡美國話語權。
根據阿富汗重建特別監察長的報告，截至2018年1月31日塔利班已經占據59個縣（佔總數約14.5%），另有119個縣（29.2%）陷於雙方爭奪中，塔利班同時繼續向城市地區製造爆炸案和游擊進攻。2019年4月30日美軍宣布日後不再公佈雙方領土人口對比，更是引發一輪質疑是否是數據逆轉所以不敢再公佈。早在2017年8月英國BBC一項自主調查發現塔利班在70%領土上可以非常活躍的活動，基本視美軍如無物也無人可奈何，而這些地區人口已近全國一半，而同年8月北約卻公佈塔利班只在44%領土活動，兩者相差巨大在2017年就已經引起BBC關注。同時他們調查發現伊斯蘭國開始出現在10%的領土上，似乎與塔利班有共存關係。

#### 和谈
塔利班与阿富汗政府曾多次进行秘密谈判。2015年7月7日，阿富汗政府和塔利班代表在巴基斯坦首都伊斯蘭馬巴德附近举行和谈，中美都派代表参加。这是阿富汗政府与塔利班之间的首次官方和谈。
美國總統唐納·川普上台後談判進度加快，2019年6月，塔利班代表抵達中華人民共和國外交部會談。2019年8月3日，塔利班在卡達的政治總部發言人夏亨表示將與美國開始一場正式談判。美國總統川普同日在白宮告訴記者：「我們已取得很大進展。我們正在談」。2019年9月初，中東半島電視台消息稱美塔達成一個11點原則的談判框架。美國總統川普也原本於9月8日與塔利班領導人進行秘密和談，但因塔利班稍早前在喀布爾的襲擊導致美國軍人死亡，川普宣布取消與塔利班領導人談判。
2020年2月22日凌晨起，美國、阿富汗政府和塔利班开始为期一周的「减暴」协议。「减暴」期间，塔利班將不對城市、公路、美军基地和阿安全部队襲擊。阿安全部队和北约驻阿联军也不会对塔利班展開军事行动。
多哈协议
2020年2月29日，美国与阿富汗塔利班签署协议，协议规定驻阿美军将逐步撤军，阿富汗塔利班则保证打击恐怖组织基地组织、伊斯兰国，并与喀布尔政府进行和平谈判。但由於阿富汗總統拒絕釋放塔利班囚犯，塔利班與阿富汗政府再次爆發衝突。僅僅在3月4日，塔利班又杀死至少20名阿富汗士兵和警察。塔利班在阿富汗34个省当中的15个省发动30次袭击，共殺死35名阿富汗安全部队士兵。隨後塔利班遭到美軍空襲。4月20日，塔利班又殺死至少23名阿富汗军警及9名平民。
2020年9月12日，阿富汗政府与塔利班在卡塔尔進行談判。但阿富汗產生傷亡的暴力事件依舊持續。阿富汗政府希望雙方达成政治安排之前塔利班率先停火，但塔利班拒绝接受。
拜登就任美国总统后，宣布美军将于2021年5月1日开始撤军，截至2021年9月11日前美军将全部撤出阿富汗，多个北约成员也表示将从阿富汗撤军。自2021年5月起，一方面美国等外国军队开始撤离阿富汗；另一方面，阿富汗塔利班则在阿富汗全国各地发动若干次重大攻势扩张其势力版图，喀布尔政权陷入嚴重危機。

### 2021年攻势至重返執政

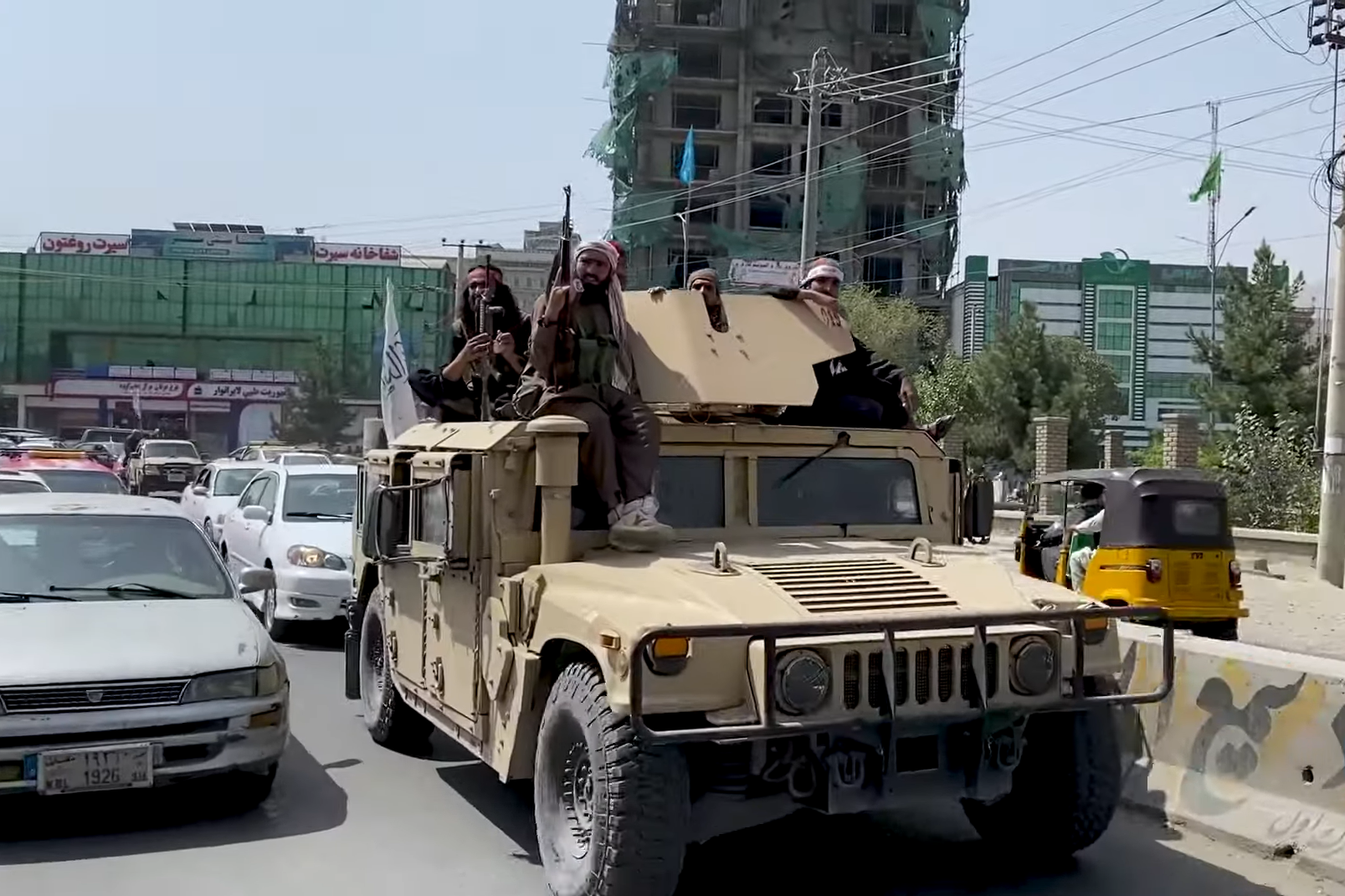
喀布尔街头的塔利班悍馬，摄于2021年8月

2021年5月起，伴随着美国等国家的撤军行动，阿富汗塔利班在阿富汗全国各地发动若干次重大攻势以扩张其势力版图。8月8日，塔利班攻佔阿富汗北方大城昆都士。8月12日，塔利班攻佔阿富汗第二大城坎達哈、第三大城赫拉特，以及西南部各省份。8月14日，北方第一大城马扎里沙里夫也被塔利班佔領。8月15日，塔利班軍隊已进入首都喀布爾總統府，總統阿什拉夫·加尼已流亡阿联酋，政府代表宣布總統辭職並向塔利班和平移交政權，神學士於20年後重新掌权阿富汗。8月16日，塔利班当局宣布將重建「阿富汗伊斯蘭酋長國」。8月17日，塔利班宣布大赦所有阿富汗伊斯蘭共和國时代的政府官员，并要求他们重返工作岗位。
2021年8月19日，阿富汗獨立日这天，临时政府发言人扎比乌拉·穆贾希德正式宣告恢复阿富汗伊斯兰酋长国。塔利班再次奪取政權後，以不符合伊斯兰教义爲由宣佈禁止在公共场合演唱音乐，喀布尔市的店铺所播放的音乐全面停止，其广播电台改为只播放伊斯兰的音乐。塔利班承诺将在伊斯兰法律规范范围内尊重女性的权利，并允许她们根据伊斯兰法律接受教育与工作，但据《今日印度》报道，塔利班禁止在阿富汗的电视和广播频道上播放女性的声音，并表示喀布尔当地媒体亦有对女员工被要求离开工作场所的报道。 2022年12月，塔利班剝奪了絕大多數女性受教權，除禁止女性入讀大學、中學，亦宣布所有女性不允許進入小學與清真寺，同時也無法從事以往在非政府組織的工作。
2025年1月23日，國際刑事法院發佈對塔利班最高領導人海巴圖拉·阿洪扎達及其首席法官阿卜杜勒·哈基姆·哈卡尼觸犯反人類罪的全球通輯令，控訴其自2021年奪取政權以來壓迫和迫害阿富汗婦女和女孩，剝奪其行動自由、身體控制、受教育與基本私人和家庭生活的權利，並對不服從和反對者施以包括謀殺、監禁、酷刑、強姦和其他性暴力方式的殘酷鎮壓；各成員國依羅馬規約有義務於其現身境內時拘捕。

## 外交
塔利班自2021年8月以来成为“阿富汗事实当局”，盡管除了俄羅斯以外沒有任何國家正式承認塔利班的臨時政府，但是塔利班在外交領域還是取得了一些實質進展。有些國家相繼在阿富汗恢複或開設了使領館或辦事處，與塔利班臨時政府保持着接觸和溝通。周邊國家、海灣阿拉伯國家、歐洲以及聯合國等國際機構向阿富汗提供了人道主義援助。塔利班臨時政府高層官員或代表團先後出訪，與阿富汗周邊國家、伊斯兰会议组织成员国、美國及其西方盟友進行溝通和交流。重要的出訪和會晤包括：2021年10月25日，代理外長穆塔基率塔利班代表團訪問卡塔爾首都多哈；2022年1月24日，塔利班代表團抵達挪威首都奧斯陸，與挪威、美國和歐洲外交官會面；2022年3月31日，代理外長穆塔基率塔利班代表團在中國安徽屯溪與阿富汗7個鄰國外長進行會晤；2022年10月8日，塔利班代表團在多哈與美國政府高級官員舉行面對面會晤；2023年10月18日，塔利班代表團參加了在北京舉辦的第三屆“一帶一路”國際合作高峰論壇等。

### 巴基斯坦
自1994年以来，巴基斯坦三军情报局一直大力支持塔利班，使塔利班于1994-98年征服了阿富汗的大部分地区。
在2001年911事件和美国入侵阿富汗的行动之后，阿富汗塔利班领导人据称已逃往巴基斯坦，在那里他们重新集结并创建了几个舒拉来协调他们在阿富汗的叛乱。至少到2011年为止，巴基斯坦一直强烈否认与塔利班的所有联系。
2014年6月15日，巴基斯坦军队在北瓦济里斯坦发起了“Zarb-e-Azb”行动，以从巴基斯坦清除并铲除塔利班。随着这次行动的继续，北瓦济里斯坦机构有327名恐怖分子被杀，45个武装分子的藏身处和2个制造炸弹的工厂被摧毁。
2021年巴基斯坦总理伊姆兰·汗转述塔利班领导人的话称，“我们（塔利班）的条件是，只要阿什拉夫·加尼还在那里，我们就不会与阿富汗政府对话。”并指责美国称，美国只有在处理它在阿富汗长达20年的战争给该国留下的“烂摊子”时，才会“认为巴基斯坦有用”。
然而随着战争的结束，据称获得塔利班支持的巴基斯坦塔利班实力急剧膨胀，对巴基斯坦进行袭击的频率大幅增加，仅在2023年就造成上千人死亡。巴基斯坦政府和阿富汗塔利班政府的关系也急剧恶化，尽管阿富汗执政的塔利班政府否认其支持巴基斯坦塔利班，然而两国军队此后经常在杜兰线边界爆发武装冲突。

### 伊朗
1990年代的内战中，塔利班因其激进的逊尼派特征和针对什叶派哈扎拉人的迫害而与伊朗敌对，还发生了伊朗驻马扎里沙里夫领事馆外交人员遇害事件，双方一度处于战争边缘，美国入侵阿富汗之初伊朗也为其提供了便利。然而随着美国与伊朗在波斯湾的敌对行动，伊朗致力于支持塔利班削弱美军在阿富汗的存在，多份报告指责伊朗及其伊斯兰革命卫队为塔利班提供武器和训练。
2020年1月伊朗将军苏莱曼尼被美军用无人机击毙后，塔利班发言人称其为“伟大的烈士”。
2021年7月31日与塔利班发言人扎比乌拉·穆贾希德的问答会议上，穆贾希德说：“我们一直想与伊朗建立关系，因为伊朗有伊斯兰制度，我们想要一个伊斯兰制度。”

### 沙特阿拉伯
沙特阿拉伯被指控支持塔利班。在2009年12月给美国国务院工作人员的外交电报中（在次年泄露的外交电报中公开），美国国务卿希拉里·克林顿敦促美国外交官加大力度，阻止海湾阿拉伯国家的资金流向巴基斯坦和巴基斯坦的恐怖分子，写道“沙特阿拉伯的捐助者是全世界逊尼派恐怖组织最重要的资金来源”，并且“需要做更多的工作，因为沙特阿拉伯仍然为基地组织、塔利班、虔诚军和其他组织提供重要财政支持”。

### 卡塔尔
2013年，经美国和阿富汗政府批准，卡塔尔允许阿富汗塔利班在该国设立外交和政治办事处。这样做是为了在其他国家的支持下促进和平谈判。艾哈迈德·拉希德 (Ahmed Rashid) 在英国《金融时报》上写道，卡塔尔通过该办公室促进了塔利班与许多国家和组织之间的会议，包括美国国务院、联合国、日本、几个欧洲政府和非政府组织，他们都试图推进和平谈判的想法。
2017年7月，沙特阿拉伯当时与卡塔尔发生外交危机，沙特发布未经证实的消息指控卡塔尔支持恐怖主义，包括塔利班“武装恐怖分子”。
2020年，美国和塔利班在卡塔尔多哈签署和平协议。

### 印度
1996年塔利班首次在喀布尔掌权时，印度迅速关闭了其在阿富汗的大使馆，并与塔利班组织断绝了所有外交关系，当时印度国大党领导的政府还支持反抗塔利班的北方联盟。2001年美国推翻塔利班政权时，印度是最早重新派遣外交官并承认阿富汗新政府成立的国家之一。此后的二十年里，印度是向阿富汗伊斯兰共和国政府提供援助和协助的最大供应国之一。
然而，自塔利班重新掌权以来，巴基斯坦与阿富汗塔利班之间的关系急剧恶化，加速了印度对阿富汗的策略转变，印度人民党领导的政府加强了与塔利班的合作，自塔利班执政以来印度一直向阿富汗提供人道援助。
塔利班接管喀布尔几天后，印度驻卡塔尔大使迪帕克·米塔尔会见了塔利班驻多哈代表处的谢尔·穆罕默德·阿巴斯·斯坦尼克扎伊。2022年6月，印度在塔利班接管阿富汗以来首次派出外交部官员团队访问阿富汗。随后印度外交部恢复了其驻喀布尔的代表团。

### 俄罗斯
1990年代，塔利班因承认伊奇克里亞車臣共和國而与俄罗斯联邦交恶，当时俄罗斯政府支持阿富汗的北方联盟反对塔利班，且自2003年以来塔利班被俄罗斯政府列为恐怖组织并将其视为非法。俄罗斯尚未承认阿富汗的塔利班政府。但2024年5月俄外交部长谢尔盖·拉夫罗夫表示，俄罗斯计划效仿哈萨克斯坦，将塔利班从其恐怖分子名单中删除。2025年4月，俄羅斯正式將塔利班从其恐怖分子名单中删除，並於同年7月正式承認其為阿富汗合法政府。

### 美国

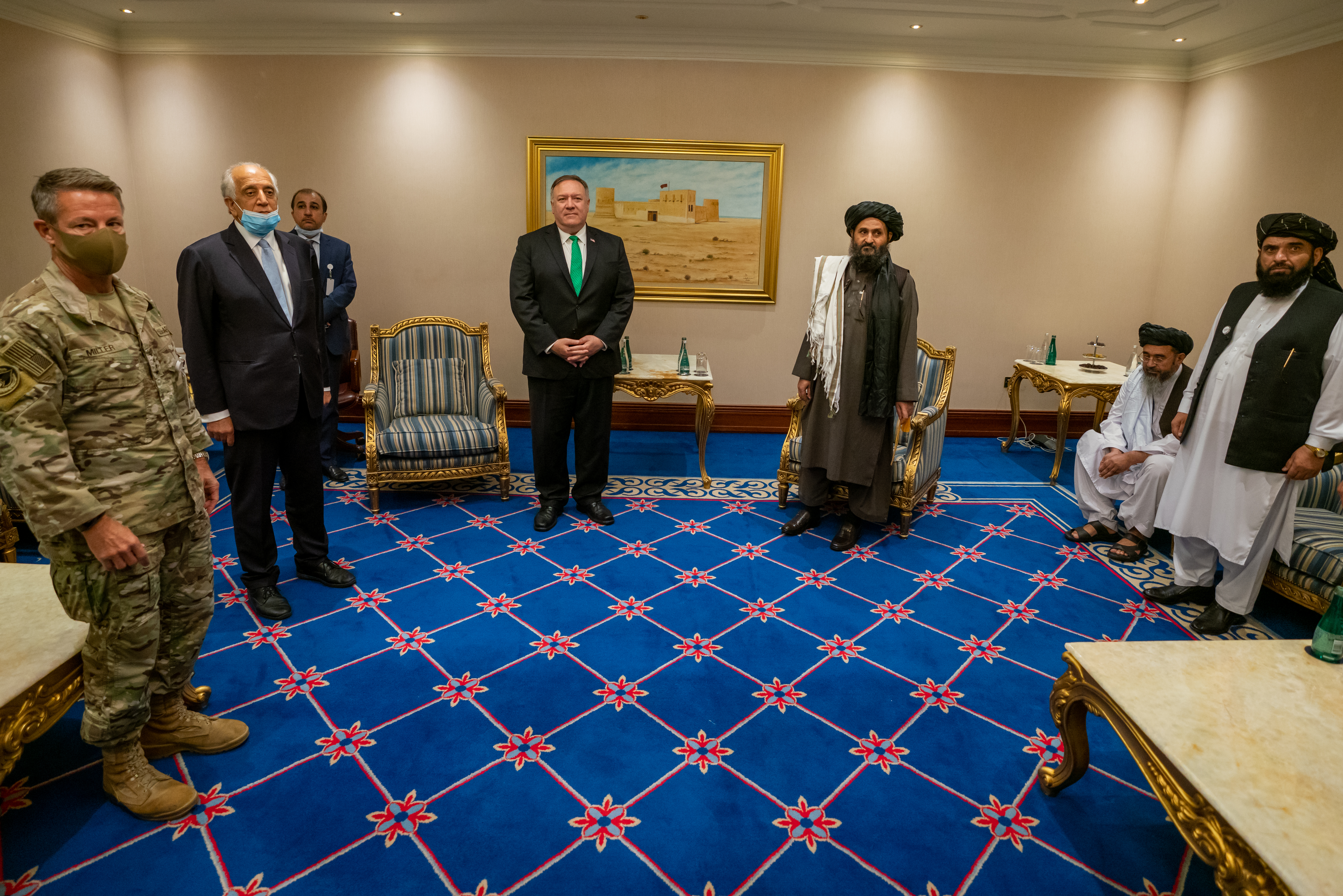
美国国务卿麦克·蓬佩奥与塔利班代表阿卜杜勒·加尼·巴拉达在多哈会晤。（2020年)

美国从未承认阿富汗的塔利班政府。艾哈迈德·拉希德表示，美国在1994年至1996年间通过其在巴基斯坦的盟友间接支持塔利班，因为华盛顿认为塔利班是反伊朗、反什叶派和可能亲西方的。华盛顿还希望塔利班支持美国石油公司优尼科计划的发展。例如，当塔利班于1995年占领赫拉特并驱逐数千名女孩时，它没有发表评论。1997年底，美国国务卿奥尔布赖特开始疏远美国与塔利班的关系，美国联合石油公司退出中亚管道建设谈判。
1998年8月奥萨马·本·拉登的同伙轰炸了两个美国驻非洲大使馆，炸死炸伤数千人，作为回应美国向阿富汗疑似恐怖分子的营地发射巡航导弹，打死20多人，但未能杀死本拉登，毛拉奥马尔谴责导弹袭击和美国总统比尔·克林顿。
2009年12月，亚洲时报在线报道称，塔利班向美国提出“法律保证”，他们不会允许阿富汗被用于攻击其他国家，但美国并未作出正式回应。12月6日，美国官员表示不排除与塔利班谈判。据报道，几天后罗伯特·盖茨看到了与塔利班和解的潜力，但没有与基地组织和解。此外，他说和解将在政治上结束叛乱和战争。但他说和解必须由阿富汗政府决定，塔利班必须服从政府的主权。
美国学者乔纳森·克里斯托尔 (Jonathan Cristol) 在接受帕尔格雷夫·麦克米伦 (Palgrave Macmillan) 关于美国与塔利班关系的采访时认为，塔利班领导人“一直愿意谈判，但从相对实力的角度来看，他们（奥巴马政府）的目标不再是与塔利班建立友好关系。” 
2020年2月29日，特朗普政府与塔利班签署了有条件和平协议，协议要求如果塔利班遵守协议条款，外国军队将在14个月内完全撤出阿富汗。2020年3月起，美国开始逐步撤军直到2021年8月全部撤出。

### 中华人民共和国
据称，中華人民共和國政府在2015年之前與塔利班談判達成協議，要求塔利班確保其在阿富汗的經濟資產不會受到攻擊，並積極推動塔利班與當時的阿富汗伊斯蘭共和國政府和談，以避免中方在阿富汗的利益受損，但中國政府懷疑塔利班不能遵守相關協議而不支持塔利班重新完全掌權。
2021年7月28日，阿富汗塔利班政治委员会负责人巴拉达尔与中国国务委员兼外长王毅在天津会见。中方表示阿富汗塔利班是阿富汗重要的军事和政治力量，希望阿富汗塔利班推动阿富汗的和平和解，自主建立符合阿富汗自身国情、广泛包容的政治架构。中方强调，希望阿富汗塔利班和包括“东伊运”在内的一切恐怖组织劃清界限並予以打擊。
尽管中華人民共和國暂未承认9月7日成立的塔利班临时政府，但其驻阿富汗大使馆仍然开放，此后中方使用“阿富汗临时政府”称呼塔利班。10月31日，一批45吨重的阿富汗松子从喀布尔机场出发，并于次日抵达上海浦东机场，这是阿富汗伊斯兰酋长国复辟后首次与中方进行贸易。2024年1月30日，中华人民共和国领导人习近平接受了包括阿富汗在内的多国大使递交的国书，这是中国这样的大国首次正式承认塔利班领导的阿富汗政府。
2024年5月31日，塔利班指责巴基斯坦试图破坏阿富汗与中国之间的信任，阿富汗政府还反驳了巴基斯坦对其国民参与香拉爆炸事件的指控。巴基斯坦方面的调查结论认为，这起针对中国工人的致命袭击是阿富汗境内的武装分子所为。

### 阿拉伯聯合大公國
在1996至2001年塔利班第一次統治期間，阿拉伯聯合大公國曾給予阿富汗伊斯蘭大公國外交承認，並提供經濟援助。2023年3月23日，返權的塔利班政府在杜拜設立總領事館。2024年3月，阿拉伯聯合大公國將原阿富汗伊斯蘭共和國的大使館移交給塔利班，並於10月22日接受其任命新大使的全權證書而恢復外交關係。

## 备注
1. ↑  即目前在国内使用的阿富汗国旗，因其作为阿富汗政府尚未被国际承认，国际上仍使用伊斯兰共和国时代的旧国旗代表阿富汗。

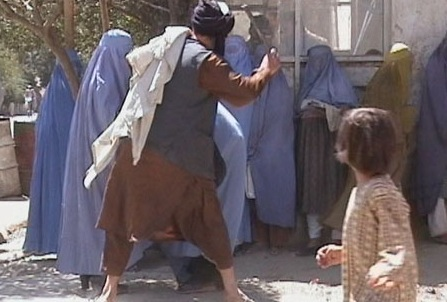
塔利班的宗教警察在喀布爾街頭當眾毆打女性，因为这名女性露出了脸，违反了伊斯兰教法，攝於2001年8月26日。

2. ↑  为了与巴基斯坦塔利班相区别，也可以称之为“阿富汗塔利班”，中文简称“阿塔”。
3. ↑  在该组织流亡和叛乱期间也使用塔利班伊斯兰运动（Taliban Islamic Movement或Islamic Movement of Taliban）等非正式名称。[14][15]